# Magnans syndrom
Magnans syndrom, signe de Magnan, beteckning för de vid kokainpsykos typiska hallucinationerna av djur som krälar på eller under huden. 
Magnan beskrev 1889 tre fall ur sin praktik på följande sätt: 
1. Köpmannen: klöste sin tunga eftersom han tyckte att svarta maskar krälade ut från tungan. Den andre patienten,
2. Apotekaren: klöste sig i skinnet eftersom han föreställde sig att han måste ta bort krälande mikrober med naglarna och genom att gräva i huden med spetsen av en säkerhetsnål.
3. Medicinaren, försökte klösa fram kokainkristaller som han menade fanns under huden.

Dessa störningar, yttringar av överkänslighet i skinnet, var de symtom som först uppträdde hos dessa sjuka människor. Syn-, hörsel- och lukthallucinationerna uppträdde först senare. Valentin Magnans iakttagelser har bekräftats av många senare kliniska iakttagare. Därför används fortfarande beteckningen Magnans syndrom.